# Liste der Baudenkmale in Goslar - Städtischer Friedhof
In der Liste der Baudenkmale in Goslar - Städtischer Friedhof sind alle Baudenkmale auf dem  Städtischen Friedhof der niedersächsischen Gemeinde Goslar aufgelistet. Die Quelle der Baudenkmale ist der Denkmalatlas Niedersachsen. Der Stand der Liste ist der 20. Oktober 2022.

## Allgemein
In den Spalten befinden sich folgende Informationen:
- Lage: die Adresse des Baudenkmales und die geographischen Koordinaten. Kartenansicht, um Koordinaten zu setzen. In der Kartenansicht sind Baudenkmale ohne Koordinaten mit einem roten Marker dargestellt und können in der Karte gesetzt werden. Baudenkmale ohne Bild sind mit einem blauen Marker gekennzeichnet, Baudenkmale mit Bild mit einem grünen Marker.
- Bezeichnung: Bezeichnung des Baudenkmales
- Beschreibung: die Beschreibung des Baudenkmales. Unter § 3 Abs. 2 NDSchG werden Einzeldenkmale und unter § 3 Abs. 3 NDSchG Gruppen baulicher Anlagen und deren Bestandteile ausgewiesen.
- ID: die Objekt-ID des Baudenkmales
- Bild: ein Bild des Baudenkmales, ggf. zusätzlich mit einem Link zu weiteren Fotos des Baudenkmals im Medienarchiv Wikimedia Commons. Wenn man auf das Kamerasymbol klickt, können Fotos zu Baudenkmalen aus dieser Liste hochgeladen werden:

Zurück zur Hauptliste
| Lage                                             | Bezeichnung                          | Beschreibung                                                                                  | ID       | Bild           |
| ------------------------------------------------ | ------------------------------------ | --------------------------------------------------------------------------------------------- | -------- | -------------- |
| Von-Garßen-Straße 1 51° 54′ 56″ N, 10° 24′ 55″ O | Städtischer Friedhof                 |                                                                                               | 36613603 | Weitere Bilder |
| Von-Garßen-Straße 1 51° 54′ 55″ N, 10° 24′ 55″ O | Städtischer Friedhof (Ehrenfriedhof) | Älterer Teil des Ehrenfriedhofes aus den 20er-Jahren mit den Gräbern der im 1. WK gefallenen. | 36618235 | Weitere Bilder |
| Von-Garßen-Straße 1 51° 54′ 50″ N, 10° 25′ 1″ O  | Städtischer Friedhof (Kapelle)       |                                                                                               | 36617716 | Weitere Bilder |

Alle Grabmale befinden sich in der Von-Garßen-Straße 1. 
Unter „Bezeichnung“ sind die Namen der Bestatteten verzeichnet.

## A
| Lage                         | Bezeichnung       | Beschreibung | ID       | Bild           |
| ---------------------------- | ----------------- | ------------ | -------- | -------------- |
| 51° 55′ 1″ N, 10° 24′ 46″ O  | Gustav Ahlborn    | Doppelgrab   | 36616801 | Weitere Bilder |
| 51° 54′ 51″ N, 10° 25′ 8″ O  | Albrecht          | Doppelgrab   | 36615579 | BW             |
| 51° 54′ 53″ N, 10° 25′ 1″ O  | Almstedt/Markwort | Doppelgrab   | 36614106 | BW             |
| 51° 54′ 59″ N, 10° 24′ 52″ O | Aule              | Familiengrab | 36616557 | Weitere Bilder |

## B
| Lage                         | Bezeichnung        | Beschreibung                                                                            | ID       | Bild           |
| ---------------------------- | ------------------ | --------------------------------------------------------------------------------------- | -------- | -------------- |
| 51° 55′ 1″ N, 10° 24′ 44″ O  | Balthasar/von Lede | Familiengrab                                                                            | 36617365 | BW             |
| 51° 54′ 58″ N, 10° 24′ 53″ O | Franz Baron        | Grabmal                                                                                 | 36614675 | Weitere Bilder |
| 51° 55′ 2″ N, 10° 24′ 47″ O  | Barttlingck        | Doppelgrab                                                                              | 36617045 |                |
| 51° 54′ 51″ N, 10° 24′ 56″ O | Bayer/Brennecke    | Familiengrab                                                                            | 36614268 | Weitere Bilder |
| 51° 54′ 54″ N, 10° 25′ 4″ O  | Birk               | Familiengrab                                                                            | 36613856 | BW             |
| 51° 54′ 53″ N, 10° 24′ 59″ O | Blumenberg         | Familiengrab                                                                            | 36617848 |                |
| 51° 55′ 3″ N, 10° 24′ 47″ O  | Bofinger           | Familiengrab                                                                            | 36617665 | Weitere Bilder |
| 51° 54′ 56″ N, 10° 25′ 3″ O  | Borchers (I.)      | Familiengrab                                                                            | 36613690 | Weitere Bilder |
| 51° 54′ 54″ N, 10° 25′ 4″ O  | Borchers (II.)     | Familiengrab                                                                            | 36614843 |                |
| 51° 54′ 55″ N, 10° 25′ 1″ O  | Born               | Familiengrab                                                                            | 36615959 | BW             |
| 51° 54′ 57″ N, 10° 25′ 3″ O  | Braun              | Familiengrab                                                                            | 36616071 | Weitere Bilder |
| 51° 55′ 2″ N, 10° 24′ 46″ O  | Arthur Bredt       | Familiengrab Grabstätte ist vollständig eingewachsen und ist nicht von außen erkennbar. | 36616829 | Weitere Bilder |
| 51° 54′ 48″ N, 10° 25′ 4″ O  | Breustedt (I.)     | Grabmal Nur noch ein Teilstück ist vorhanden.                                           | 36615631 |                |
| 51° 54′ 54″ N, 10° 25′ 4″ O  | Breustedt (II.)    | Grabmal                                                                                 | 36616151 |                |
| 51° 55′ 0″ N, 10° 24′ 46″ O  | Carl Bruer         | Familiengrab                                                                            | 36617421 |                |
| 51° 55′ 2″ N, 10° 24′ 46″ O  | Bühring/Dieckhoff  | Familiengrab                                                                            | 36617205 | Weitere Bilder |

## C
| Lage                        | Bezeichnung                | Beschreibung | ID       | Bild           |
| --------------------------- | -------------------------- | ------------ | -------- | -------------- |
| 51° 54′ 52″ N, 10° 25′ 1″ O | Coqui                      | Familiengrab | 36614184 | Weitere Bilder |
| 51° 54′ 53″ N, 10° 25′ 0″ O | Cramer von Clausbruch I.   | Grabmal      | 36613662 |                |
| 51° 54′ 52″ N, 10° 25′ 6″ O | Cramer von Clausbruch(II.) | Grabmal      | 36615248 | Weitere Bilder |

## D
| Lage                         | Bezeichnung     | Beschreibung                                                                            | ID       | Bild           |
| ---------------------------- | --------------- | --------------------------------------------------------------------------------------- | -------- | -------------- |
| 51° 55′ 1″ N, 10° 24′ 47″ O  | Darré           | Familiengrab                                                                            | 36614785 | Weitere Bilder |
| 51° 55′ 1″ N, 10° 24′ 45″ O  | Deltz           | Familiengrab                                                                            | 36614569 |                |
| 51° 55′ 1″ N, 10° 24′ 45″ O  | Döpke           | Familiengrab Grabstätte ist vollständig eingewachsen und ist nicht von außen erkennbar. | 36617099 | Weitere Bilder |
| 51° 54′ 59″ N, 10° 24′ 52″ O | Johannes Dücker | Grabmal                                                                                 | 36616585 | Weitere Bilder |

## E
| Lage                         | Bezeichnung       | Beschreibung                                                                                          | ID       | Bild           |
| ---------------------------- | ----------------- | --- | -------- | -------------- |
| 51° 55′ 3″ N, 10° 24′ 45″ O  | Heinrich Ehelolf  | Grabmal                                                                                               | 36616911 | Weitere Bilder |
| 51° 54′ 54″ N, 10° 24′ 53″ O | Ehrenmal von 1962 | Umsetzung des Kriegerdenkmals vom Fliegerhorst in Goslar-Jürgenohl auf den „Alten Friedhof“ in Goslar | 36610972 |                |
| 51° 54′ 59″ N, 10° 24′ 53″ O | Georg Ehrlich     | Grabmal                                                                                               | 36616309 | BW             |

## F
| Lage                         | Bezeichnung       | Beschreibung | ID       | Bild           |
| ---------------------------- | ----------------- | ------------ | -------- | -------------- |
| 51° 54′ 51″ N, 10° 25′ 6″ O  | Fam. Farenholtz   | Mausoleum    | 36613478 | Weitere Bilder |
| 51° 54′ 51″ N, 10° 25′ 5″ O  | Fam. Fenkner      | Mausoleum    | 36613443 | Weitere Bilder |
| 51° 54′ 51″ N, 10° 25′ 6″ O  | Fam. Fenkner      | Gräber       | 36617901 | BW             |
| 51° 54′ 50″ N, 10° 25′ 8″ O  | Flügge/Prelle     | Familiengrab | 36613940 |                |
| 51° 54′ 56″ N, 10° 24′ 45″ O | Foerstenow        | Familiengrab | 36617611 | BW             |
| 51° 54′ 58″ N, 10° 24′ 46″ O | Georg Fürstenberg | Grabmal      | 36616991 | Weitere Bilder |

## G
| Lage                         | Bezeichnung        | Beschreibung | ID       | Bild           |
| ---------------------------- | ------------------ | ------------ | -------- | -------------- |
| 51° 54′ 54″ N, 10° 25′ 1″ O  | Gehlhorn/Bullinger | Doppelgrab   | 36615879 |                |
| 51° 54′ 54″ N, 10° 25′ 0″ O  | Gehrich            | Familiengrab | 36615851 | BW             |
| 51° 54′ 55″ N, 10° 25′ 0″ O  | Gelpke             | Familiengrab | 36615823 |                |
| 51° 54′ 57″ N, 10° 24′ 57″ O | Grünheit           | Familiengrab | 36615659 | Weitere Bilder |
| 51° 54′ 58″ N, 10° 24′ 45″ O | Guderian           | Familiengrab | 36617447 |                |

## H
| Lage                         | Bezeichnung    | Beschreibung                                                                     | ID       | Bild           |
| ---------------------------- | -------------- | -------------------------------------------------------------------------------- | -------- | -------------- |
| 51° 54′ 58″ N, 10° 24′ 55″ O | Habig          | Familiengrab                                                                     | 36615687 | BW             |
| 51° 54′ 53″ N, 10° 25′ 0″ O  | Hartmann (I.)  | Familiengrab                                                                     | 36614158 |                |
| 51° 54′ 59″ N, 10° 24′ 52″ O | Hartmann (II.) | Familiengrab                                                                     | 36616529 |                |
| 51° 55′ 2″ N, 10° 24′ 53″ O  | Max Hawacker   | Grabmal                                                                          | 36617017 | BW             |
| 51° 54′ 54″ N, 10° 25′ 4″ O  | Heinrichs      | Familiengrab                                                                     | 36615001 |                |
| 51° 54′ 59″ N, 10° 24′ 55″ O | Elsa Hess      | Grabmal                                                                          | 36614731 | Weitere Bilder |
| 51° 54′ 51″ N, 10° 25′ 4″ O  | Fam. Heyke     | Familiengrab                                                                     | 36615109 | Weitere Bilder |
| 51° 54′ 49″ N, 10° 25′ 4″ O  | Heyne          | Doppelgrab Nur noch ein Teilstück an einem großen Baum vom Doppelgrab vorhanden. | 36615605 |                |
| 51° 54′ 55″ N, 10° 25′ 1″ O  | Hirsch         | Familiengrab                                                                     | 36613716 |                |
| 51° 55′ 2″ N, 10° 24′ 47″ O  | Hohn           | Familiengrab                                                                     | 36614404 |                |
| 51° 54′ 55″ N, 10° 25′ 1″ O  | Hölscher       | Familiengrab                                                                     | 36615933 |                |
| 51° 54′ 51″ N, 10° 25′ 2″ O  | Hönicke        | Familiengrab                                                                     | 36614213 | Weitere Bilder |
| 51° 54′ 59″ N, 10° 24′ 58″ O | Hottenrott     | Familiengrab                                                                     | 36616719 |                |
| 51° 55′ 1″ N, 10° 24′ 48″ O  | Hundrich       | Familiengrab                                                                     | 36617179 | BW             |

## I
| Lage                        | Bezeichnung | Beschreibung | ID       | Bild |
| --------------------------- | ----------- | ------------ | -------- | ---- |
| 51° 54′ 56″ N, 10° 25′ 0″ O | Illers      | Familiengrab | 36615274 | BW   |

## J
| Lage                         | Bezeichnung | Beschreibung | ID       | Bild |
| ---------------------------- | ----------- | ------------ | -------- | ---- |
| 51° 54′ 54″ N, 10° 25′ 4″ O  | Janssen     | Familiengrab | 36613803 |      |
| 51° 54′ 59″ N, 10° 24′ 50″ O | Jordan      | Familiengrab | 36616445 | BW   |

## K
| Lage                         | Bezeichnung             | Beschreibung | ID       | Bild           |
| ---------------------------- | ----------------------- | ------------ | -------- | -------------- |
| 51° 55′ 0″ N, 10° 24′ 51″ O  | Kappen                  | Familiengrab | 36616393 | BW             |
| 51° 54′ 54″ N, 10° 25′ 2″ O  | Kern                    | Familiengrab | 36614050 | Weitere Bilder |
| 51° 54′ 53″ N, 10° 25′ 1″ O  | Knöbber                 | Familiengrab | 36616123 | BW             |
| 51° 54′ 57″ N, 10° 24′ 59″ O | Köhler                  | Familiengrab | 36614757 | Weitere Bilder |
| 51° 55′ 1″ N, 10° 24′ 48″ O  | Kotzky                  | Familiengrab | 36614432 | Weitere Bilder |
| 51° 55′ 1″ N, 10° 24′ 48″ O  | Kotzky                  | Einfriedung  | 36617980 | BW             |
| 51° 54′ 54″ N, 10° 25′ 2″ O  | Kurt Krahmer-Möllenberg | Grabmal      | 36614022 |                |
| 51° 55′ 0″ N, 10° 24′ 52″ O  | Krause                  | Familiengrab | 36616257 | Weitere Bilder |
| 51° 55′ 2″ N, 10° 24′ 46″ O  | Krommenöhl              | Familiengrab | 36614376 | Weitere Bilder |
| 51° 54′ 54″ N, 10° 24′ 59″ O | Krüger                  | Familiengrab | 36615797 | BW             |
| 51° 54′ 51″ N, 10° 25′ 4″ O  | Krummland               | Familiengrab | 36615137 |                |
| 51° 54′ 50″ N, 10° 25′ 7″ O  | Kruse                   | Familiengrab | 36615413 | BW             |
| 51° 54′ 54″ N, 10° 25′ 5″ O  | Küfner                  | Familiengrab | 36613829 | Weitere Bilder |
| 51° 54′ 54″ N, 10° 25′ 5″ O  | Küfner                  | Einfriedung  | 36618030 |                |
| 51° 55′ 1″ N, 10° 24′ 49″ O  | Kunze                   | Familiengrab | 36617231 |                |

## L
| Lage                         | Bezeichnung         | Beschreibung           | ID       | Bild           |
| ---------------------------- | ------------------- | ---------------------- | -------- | -------------- |
| 51° 55′ 1″ N, 10° 24′ 47″ O  | Lampe               | Doppelgrab (Holzkreuz) | 36617073 | BW             |
| 51° 54′ 51″ N, 10° 25′ 6″ O  | F.H. Lampe          | Mausoleum              | 36613413 | Weitere Bilder |
| 51° 54′ 57″ N, 10° 24′ 58″ O | Lange/Rauch         | Familiengrab           | 36614703 |                |
| 51° 54′ 52″ N, 10° 25′ 3″ O  | Lattmann            | Mausoleum              | 36613512 | Weitere Bilder |
| 51° 54′ 54″ N, 10° 25′ 6″ O  | Lentge              | Familiengrab           | 36614895 |                |
| 51° 54′ 54″ N, 10° 25′ 2″ O  | Louise u. Fr. Lampe | Doppelgrab             | 36614078 | Weitere Bilder |
| 51° 55′ 2″ N, 10° 24′ 48″ O  | Ludwig              | Familiengrab           | 36617259 | Weitere Bilder |
| 51° 54′ 57″ N, 10° 24′ 54″ O | Lüttich             | Familiengrab           | 36614595 | Weitere Bilder |

## M
| Lage                         | Bezeichnung    | Beschreibung | ID       | Bild           |
| ---------------------------- | -------------- | ------------ | -------- | -------------- |
| 51° 54′ 53″ N, 10° 25′ 3″ O  | Mewes/Schubert | Familiengrab | 36614815 |                |
| 51° 54′ 58″ N, 10° 24′ 53″ O | Miehe          | Familiengrab | 36616231 | BW             |
| 51° 54′ 54″ N, 10° 25′ 2″ O  | Moellhoff      | Familiengrab | 36616015 | Weitere Bilder |
| 51° 55′ 1″ N, 10° 24′ 49″ O  | Muhs           | Familiengrab | 36614461 |                |
| 51° 55′ 3″ N, 10° 24′ 44″ O  | Mund           | Doppelgrab   | 36617393 | BW             |
| 51° 54′ 56″ N, 10° 25′ 0″ O  | Fr. Müller     | Mausoleum    | 36613572 | Weitere Bilder |
| 51° 54′ 56″ N, 10° 25′ 0″ O  | Müller (I.)    | Familiengrab | 36615987 |                |
| 51° 54′ 57″ N, 10° 24′ 46″ O | Müller (II.)   | Familiengrab | 36617499 |                |

## N
| Lage                         | Bezeichnung | Beschreibung | ID       | Bild           |
| ---------------------------- | ----------- | ------------ | -------- | -------------- |
| 51° 54′ 59″ N, 10° 24′ 59″ O | Niemann     | Familiengrab | 36616693 | Weitere Bilder |
| 51° 54′ 50″ N, 10° 25′ 8″ O  | Nienstedt   | Familiengrab | 36615330 |                |
| 51° 54′ 52″ N, 10° 25′ 8″ O  | Nolte       | Familiengrab | 36615523 |                |
| 51° 54′ 54″ N, 10° 25′ 2″ O  | Nolte I     | Doppelgrab   | 36613774 | Weitere Bilder |
| 51° 54′ 54″ N, 10° 25′ 2″ O  | Nolte I     | Einfriedung  | 36617955 | BW             |

## O
| Lage                         | Bezeichnung | Beschreibung | ID       | Bild |
| ---------------------------- | ----------- | ------------ | -------- | ---- |
| 51° 54′ 51″ N, 10° 25′ 8″ O  | Otte        | Familiengrab | 36615495 | BW   |
| 51° 54′ 53″ N, 10° 24′ 57″ O | Ottmers     | Familiengrab | 36617822 |      |

## P
| Lage                         | Bezeichnung | Beschreibung | ID       | Bild           |
| ---------------------------- | ----------- | ------------ | -------- | -------------- |
| 51° 54′ 57″ N, 10° 24′ 46″ O | Pförtner    | Familiengrab | 36617473 |                |
| 51° 54′ 58″ N, 10° 24′ 53″ O | Pieper      | Familiengrab | 36614489 |                |
| 51° 55′ 0″ N, 10° 24′ 48″ O  | Poth/Jaeger | Familiengrab | 36617153 | BW             |
| 51° 54′ 56″ N, 10° 24′ 55″ O | Pralle      | Familiengrab | 36614621 |                |
| 51° 54′ 50″ N, 10° 25′ 3″ O  | Prelle      | Familiengrab | 36613912 | Weitere Bilder |

## R
| Lage                         | Bezeichnung      | Beschreibung                                                                            | ID       | Bild           |
| ---------------------------- | ---------------- | --------------------------------------------------------------------------------------- | -------- | -------------- |
| 51° 55′ 1″ N, 10° 24′ 44″ O  | Räke/Alter       | Familiengrab Grabstätte ist vollständig eingewachsen und ist nicht von außen erkennbar. | 36617339 | Weitere Bilder |
| 51° 55′ 0″ N, 10° 24′ 52″ O  | Reinecke/Stephan | Familiengrab                                                                            | 36616337 | Weitere Bilder |
| 51° 54′ 57″ N, 10° 24′ 45″ O | Carl Reuß        | Grabmal                                                                                 | 36616963 | BW             |
| 51° 54′ 59″ N, 10° 24′ 58″ O | Rintelen         | Familiengrab                                                                            | 36616665 |                |
| 51° 54′ 55″ N, 10° 24′ 58″ O | Wilhelm Ripe     | Familiengrab                                                                            | 36614132 | Weitere Bilder |
| 51° 54′ 54″ N, 10° 25′ 5″ O  | Röders           | Familiengrab                                                                            | 36614869 |                |
| 51° 55′ 2″ N, 10° 24′ 47″ O  | Rudolph          | Familiengrab                                                                            | 36614350 |                |
| 51° 55′ 1″ N, 10° 24′ 48″ O  | Russel           | Familiengrab                                                                            | 36617125 | BW             |

## S
| Lage                         | Bezeichnung             | Beschreibung | ID       | Bild           |
| ---------------------------- | ----------------------- | ------------ | -------- | -------------- |
| 51° 54′ 55″ N, 10° 25′ 3″ O  | Saatweber               | Mausoleum    | 36613542 | Weitere Bilder |
| 51° 54′ 55″ N, 10° 24′ 52″ O | Samblebe                | Familiengrab | 36614296 |                |
| 51° 54′ 51″ N, 10° 25′ 8″ O  | Schaubode               | Doppelgrab   | 36615194 | Weitere Bilder |
| 51° 54′ 57″ N, 10° 24′ 59″ O | Schecker/von Mahrenholz | Grabmal      | 36615741 |                |
| 51° 54′ 54″ N, 10° 25′ 5″ O  | Scheller                | Familiengrab | 36615441 |                |
| 51° 54′ 50″ N, 10° 25′ 8″ O  | Adolf Schinkel          | Grabmal      | 36615222 | BW             |
| 51° 54′ 58″ N, 10° 24′ 45″ O | Schneevoigt             | Familiengrab | 36617583 | Weitere Bilder |
| 51° 54′ 55″ N, 10° 25′ 3″ O  | Scholz                  | Familiengrab | 36616043 | BW             |
| 51° 54′ 52″ N, 10° 25′ 2″ O  | Otto Schrader           | Grabmal      | 36616203 | Weitere Bilder |
| 51° 54′ 56″ N, 10° 25′ 4″ O  | Fritz Schulze           | Familiengrab | 36614322 |                |
| 51° 54′ 56″ N, 10° 24′ 56″ O | Schulze (I.)            | Familiengrab | 36615083 |                |
| 51° 54′ 59″ N, 10° 24′ 52″ O | Schulze (II.)           | Familiengrab | 36616611 | Weitere Bilder |
| 51° 54′ 51″ N, 10° 25′ 3″ O  | Schuster                | Familiengrab | 36614973 | BW             |
| 51° 55′ 0″ N, 10° 24′ 49″ O  | Schwarze                | Doppelgrab   | 36616473 | BW             |
| 51° 54′ 57″ N, 10° 24′ 45″ O | Schwinn                 | Doppelgrab   | 36617555 |                |
| 51° 55′ 2″ N, 10° 24′ 47″ O  | Seume                   | Familiengrab | 36617313 | Weitere Bilder |
| 51° 54′ 53″ N, 10° 25′ 0″ O  | Siebert                 | Grabmal      | 36613634 |                |
| 51° 54′ 57″ N, 10° 24′ 59″ O | Soest                   | Familiengrab | 36615713 | BW             |
| 51° 54′ 53″ N, 10° 25′ 4″ O  | Stalmann                | Familiengrab | 36615055 | Weitere Bilder |
| 51° 54′ 50″ N, 10° 25′ 1″ O  | Steinbuch               | Familiengrab | 36615029 | BW             |
| 51° 54′ 52″ N, 10° 25′ 4″ O  | Fam. Stottmeister       | Familiengrab | 36613994 |                |

## T
| Lage                         | Bezeichnung | Beschreibung | ID       | Bild           |
| ---------------------------- | ----------- | ------------ | -------- | -------------- |
| 51° 55′ 1″ N, 10° 24′ 54″ O  | Tappe       | Familiengrab | 36617637 |                |
| 51° 54′ 51″ N, 10° 25′ 7″ O  | Tappen      | Familiengrab | 36615165 |                |
| 51° 54′ 57″ N, 10° 24′ 59″ O | Tettenborn  | Familiengrab | 36615769 | Weitere Bilder |
| 51° 54′ 52″ N, 10° 25′ 1″ O  | Tiedtke     | Familiengrab | 36616177 |                |

## U
| Lage                        | Bezeichnung | Beschreibung | ID       | Bild           |
| --------------------------- | ----------- | ------------ | -------- | -------------- |
| 51° 54′ 50″ N, 10° 25′ 3″ O | Ude         | Familiengrab | 36614239 | Weitere Bilder |
| 51° 54′ 50″ N, 10° 25′ 3″ O | Ude         | Einfriedung  | 36618005 |                |

## V
| Lage                         | Bezeichnung                   | Beschreibung                                                                            | ID       | Bild           |
| ---------------------------- | ----------------------------- | --------------------------------------------------------------------------------------- | -------- | -------------- |
| 51° 55′ 0″ N, 10° 24′ 51″ O  | Vogel/Schaaf                  | Familiengrab Grabstätte ist vollständig eingewachsen und ist nicht von außen erkennbar. | 36616283 | Weitere Bilder |
| 51° 55′ 0″ N, 10° 24′ 51″ O  | Voigt                         | Familiengrab                                                                            | 36616419 | Weitere Bilder |
| 51° 54′ 55″ N, 10° 25′ 4″ O  | Themistokles von Eckenbrecher | Grabmal                                                                                 | 36613884 |                |
| 51° 54′ 52″ N, 10° 25′ 0″ O  | von Garßen                    | Familiengrab                                                                            | 36616097 | Weitere Bilder |
| 51° 54′ 56″ N, 10° 24′ 46″ O | von Hanstein                  | Familiengrab Nur noch ein Teilstück ist vorhanden.                                      | 36617527 |                |
| 51° 54′ 58″ N, 10° 24′ 53″ O | von Hindte                    | Familiengrab                                                                            | 36614647 |                |
| 51° 54′ 55″ N, 10° 25′ 1″ O  | von Kessel                    | Familiengrab                                                                            | 36615907 |                |
| 51° 54′ 52″ N, 10° 25′ 5″ O  | von Krogh                     | Familiengrab                                                                            | 36613966 |                |
| 51° 54′ 51″ N, 10° 25′ 9″ O  | von Netzer                    | Doppelgrab                                                                              | 36615551 | Weitere Bilder |
| 51° 54′ 59″ N, 10° 24′ 56″ O | von Pappritz                  | Familiengrab                                                                            | 36616747 | BW             |
| 51° 54′ 50″ N, 10° 25′ 9″ O  | von Schlabrendorff            | Doppelgrab                                                                              | 36615302 |                |
| 51° 54′ 55″ N, 10° 25′ 1″ O  | von Seydewitz                 | Familiengrab                                                                            | 36613744 |                |

## W
| Lage                         | Bezeichnung        | Beschreibung                                                                          | ID       | Bild           |
| ---------------------------- | ------------------ | ------------------------------------------------------------------------------------- | -------- | -------------- |
| 51° 54′ 54″ N, 10° 24′ 52″ O | Wegener            | Doppelgrab Grabstätte ist vollständig eingewachsen und ist nicht von außen erkennbar. | 36616501 | Weitere Bilder |
| 51° 54′ 50″ N, 10° 25′ 9″ O  | Wehrmann (I.)      | Grabmal                                                                               | 36615356 |                |
| 51° 54′ 50″ N, 10° 25′ 9″ O  | Wehrmann (I.)      | Einfassung                                                                            | 36618055 |                |
| 51° 54′ 51″ N, 10° 25′ 7″ O  | Wehrmann (II.)     | Familiengrab                                                                          | 36615385 | Weitere Bilder |
| 51° 54′ 53″ N, 10° 25′ 4″ O  | Weidemann          | Familiengrab                                                                          | 36614947 |                |
| 51° 55′ 1″ N, 10° 24′ 47″ O  | Franz Weinack      | Grabmal                                                                               | 36616857 | BW             |
| 51° 55′ 2″ N, 10° 24′ 44″ O  | Emilie Wellhausen  | Grabmal                                                                               | 36616937 | BW             |
| 51° 55′ 1″ N, 10° 24′ 43″ O  | Wetting            | Familiengrab                                                                          | 36617285 | BW             |
| 51° 54′ 54″ N, 10° 25′ 5″ O  | Wicke              | Familiengrab                                                                          | 36614921 |                |
| 51° 54′ 51″ N, 10° 24′ 56″ O | Ludwig Wildt       | Grabmal                                                                               | 36616637 |                |
| 51° 54′ 51″ N, 10° 25′ 8″ O  | Wilkening          | Familiengrab                                                                          | 36615467 | Weitere Bilder |
| 51° 55′ 2″ N, 10° 24′ 44″ O  | August Winnig      | Grabmal                                                                               | 36616883 | BW             |
| 51° 55′ 1″ N, 10° 24′ 48″ O  | Hermann Wislicenus | Grabmal                                                                               | 36616773 |                |
| 51° 55′ 1″ N, 10° 24′ 51″ O  | Wulfert/Kunze      | Familiengrab                                                                          | 36616365 | Weitere Bilder |